# Євгеній (роман)
«Євгеній» (англ. Yvgenie, Ївгеня) — фентезійний роман американської фантастки К. Дж. Черрі. Вперше книжка була видана в 1991 році. «Чорнобог» є останньою книгою Руської Трилогії, події якої розгортаються на берегах Дніпра під Києвом у часи середньовічної Русі. Роман базований на слов'янській міфології та розповідає про долю дівчини-утоплениці, що стала русалкою, і навчання та становлення молодого чарівника.
Черрі самовидала роман в електронному форматі в 2012 році.

## Сюжет
Події «Євгенія» розгортаються через 15 років після завершення «Чорнобога». Петро (англ. Pyetr), Євушка (англ. Eveshka), Сашко (англ. Sasha) та Іляна (англ. Ilyana), 15-річна донька-чарівниця Петра та Євушки, все ще живуть в обійсті Уламця (англ. Uulamets). Одного дня вони дізнаються, що Іляна потоваришувала з привидом, який, на їхню думку, ймовірно є Чорнобогом (англ. Chernevog). Вони пояснюють дівчині, хто то є і чим він та його поплічник водяник В'юр (англ. Hwiuur) небезпечні.
Пізніше, під час бурі, коли розлилася річка, Іляна рятує потопаючого хлопчину Євгенія. Він не пам'ятає, звідки прийшов, тому коли вона приносить його додому, хлопчину замикають на випадок, якщо той Чорнобог. Іляна, вважаючи, що Петро та Сашко збираються вбити Євгенія, чарами долає їх та звільняє молодика. Разом вони тікають у ліс. Євушка, Петро та Сашко переслідують їх.
Згодом Іляна помічає, що Євгеній одержимий привидом Чорнобога, який оживив хлопця-втопленика. Інколи сором'язлива поведінка Євгенія змінюється командним тоном Чорнобога. Проте Іляна відчуває симпатію до обох сутностей: як до хлопчини, якого врятувала, так і до товариша-привиду — вони продовжують йти через ліс.
Тим часом лісовики приводять до Петра і Сашка знайдену ними дівчину Надію (англ. Nadya), доньку дружини Юришева. Це донька Петра. Вона мала вийти заміж за домовленістю за Євгенія з Києва, але коли майбутній свекор дізнався, що та байстрючка, став погрожувати вбити її. Євгеній увів наречену в ліс подалі від власного батька, де і потонув під час поводі.
Чорнобог веде Іляну до чарівного кола лісовиків, де він колись спав та де знаходиться камінь з його кістками. Лісовики послали Чорнобога до Іляни, аби він привів її до цього каменю. Вони вірили, що невинна і обдарована Іляна зможе подолати злого В'юра. Але коли вони приходять на місце, В'юр вже переміг лісовиків.
В'юр втратив контроль над закоханим в Іляну Чорнобогом. Він намагається знесилити Петра та Сашка та торгуватися з Євушкою щодо Іляни. Нарешті В'юр нападає на Іляну, але Петро, Сашко та Євушка знаходять її. Сашко запихає горщик солі в горлянку водянику, чим долає його. Чорнобог заявляє, що після звільнення лісовиками він більше не лихий, що він змінився. А Надія стає пасербицею цієї родини.

## Відгуки
В огляді в «Chicago Sun-Times» фантаст Рональд Дж. Грін заявив, що вражений знанням фольклору автором, а всю Руську Трилогію назвав однією з найзначніших фентезійних робіт. Рецензент же «Kirkus Reviews» був розчарований.